# 루퍼트 그레그슨윌리엄스
루퍼트 그레그슨윌리엄스(영어: Rupert Gregson-Williams, 1966년 ~ )는 영국의 작곡가이다. 데니스 듀건과 프랭크 코라치의 영화 OST를 작업했다(대부분 망작). 해리 그레그슨윌리엄스의 동생이다.

## OST 담당 게임
- 배틀 필드 2: 모던 컴뱃

## OST 담당 영화
| 연도 | 제목                | 감독          | 비고                          |
| ---- | ------------------- | ------------- | ----------------------------- |
| 2010 | 그로운 업스         | 데니스 듀건   |                               |
| 2011 | 저스트 고 위드 잇   | 데니스 듀건   |                               |
| 2011 | Zookeeper           | 프랭크 코라치 |                               |
| 2011 | 잭 앤 질            | 데니스 듀건   |                               |
| 2012 | 댓츠 마이 보이      | 숀 앤더스     |                               |
| 2012 | 히어 컴스 더 붐     | 프랭크 코라치 |                               |
| 2013 | 그로운 업스 2       | 데니스 듀건   |                               |
| 2014 | 윈터스 테일         | 아키바 골즈먼 | 한스 치머, 리사 제라드와 공동 |
| 2014 | 블렌디드            | 프랭크 코라치 |                               |
| 2014 | 행복배달부 팻아저씨 | 마이크 디사   |                               |
| 2015 | 폴 블라트: 몰 캅 2  | 앤디 피크먼   |                               |